# Championnat de Colombie de football 1995
Navigation
Saison précédente Saison suivante
La saison 1995 du Championnat de Colombie de football est la quarante-huitième édition du championnat de première division professionnelle en Colombie. Les seize meilleures équipes du pays sont regroupées au sein d'une poule unique où elles s'affrontent deux fois, à domicile et à l'extérieur. À la fin de la compétition, le dernier du classement est relégué et remplacé par le champion de Copa Concasa, la deuxième division colombienne. 
C'est l'Atlético Junior qui remporte la compétition, après avoir terminé en tête du classement final, devant l'América de Cali et le tenant du titre, l'Atlético Nacional. C'est le quatrième titre de champion de l'histoire du club.
La saison est volontairement raccourcie afin de pouvoir calquer le calendrier du championnat sur celui utilisé en Europe, avec le titre de champion décerné au mois de juin. En Amérique du Sud, l'Argentine organise également son championnat de cette façon. 

## Les clubs participants
| - Independiente Santa Fe - CD Los Millonarios - Deportivo Tuluá - Deportes Tolima - Promu de Copa Concasa - Once Caldas - Independiente Medellin - Unión Magdalena - Atlético Huila | - Atlético Nacional - Deportivo Pereira - América de Cali - Cucuta Deportivo - Deportes Quindio - Deportivo Cali - Atlético Junior - Envigado FC |

## Compétition
Le barème utilisé pour établir l'ensemble des classements est le suivant :
- Victoire : 3 points
- Match nul : 1 point
- Défaite : 0 point

### Classement
| Rang | Équipe                 | Pts | J  | G  | N  | P  | Bp | Bc | Diff |
| ---- | ---------------------- | --- | -- | -- | -- | -- | -- | -- | ---- |
| 1    | Atlético Junior        | 62  | 30 | 18 | 8  | 4  | 66 | 37 | +29  |
| 2    | América de Cali        | 60  | 30 | 17 | 9  | 4  | 56 | 32 | +24  |
| 3    | Atlético NacionalT     | 48  | 30 | 12 | 12 | 6  | 48 | 37 | +11  |
| 4    | Deportivo Cali         | 47  | 30 | 11 | 14 | 5  | 54 | 42 | +12  |
| 5    | Independiente Santa Fe | 45  | 30 | 11 | 12 | 7  | 40 | 29 | +11  |
| 6    | Deportivo Pereira      | 43  | 30 | 13 | 4  | 13 | 52 | 46 | +6   |
| 7    | Independiente Medellín | 43  | 30 | 11 | 10 | 9  | 48 | 43 | +5   |
| 8    | Once Caldas            | 42  | 30 | 11 | 9  | 10 | 37 | 33 | +4   |
| 9    | Deportes TolimaP       | 40  | 30 | 10 | 10 | 10 | 41 | 44 | -3   |
| 10   | Deportes Quindío       | 37  | 30 | 9  | 10 | 11 | 35 | 40 | -5   |
| 11   | Deportivo Tuluá        | 35  | 30 | 10 | 7  | 13 | 38 | 45 | -7   |
| 12   | Envigado FC            | 32  | 30 | 8  | 8  | 14 | 36 | 50 | -14  |
| 13   | Unión Magdalena        | 31  | 30 | 8  | 7  | 15 | 26 | 42 | -16  |
| 14   | CD Los Millonarios     | 28  | 30 | 5  | 13 | 12 | 40 | 53 | -13  |
| 15   | Atlético Huila         | 26  | 30 | 6  | 8  | 16 | 34 | 56 | -22  |
| 16   | Cúcuta Deportivo       | 24  | 30 | 5  | 9  | 16 | 25 | 47 | -22  |

|  | Qualification pour la Copa Libertadores 1996 |
|  | Relégation en Copa Concasa                   |

## Bilan de la saison
| Championnat de Colombie de football 1995 |                            |
| Champion                                 | Atlético Junior (4e titre) |
| Qualifications continentales             |                            |
| Copa Libertadores 1996                   | Atlético Junior            |
| Copa Libertadores 1996                   | América de Cali            |
| Promotions et relégations                |                            |
| Promus en Copa Mustang                   | Atlético Bucaramanga       |
| Relégués en Copa Concasa                 | Cucuta Deportivo           |